# Rosa (socha)
Rosa je socha, kterou v roce 1985 vytvořil český umělec Zdeněk Němeček. Dle jiných zdrojů ale vznikla až o tři roky později (1988). Má podobu bronzového odlitku o rozměrech 110 × 100 × 40 centimetrů. Její hmotnost se pohybuje mezi 200 a 300 kilogramy a v roce 2025 činilo finanční ohodnocení výtvoru 3,5 milionu korun českých. Odlitek až do přelomu března a dubna roku 2025, než ho odcizil neznámý pachatel, stával u ateliéru Jana Laudy v pražské Libni.
Totožná skulptura je instalovaná v parku v Lázních Libverdě, ležící ve Frýdlantském výběžku na severu České republiky. Další je umístěna na zámku ve Vsetíně.

## Podoba plastiky
Dílo zpodobňuje tělo mladé dívky, které spočívá v ne příliš pohodlné poloze, když má zkřížené nohy, přičemž levá je nahoře a pravá je přitažená směrem k zadní části jejího těla. Její ruce leží podél trupu dívky a zakončeny jsou v jejích vlasech. Nahé ženino tělo zakrývá pouze malá větev nad pravým prsem, další větévka je položená na stehně a na koleně se nachází volný list.
V Lázních Libverdě je socha zhotovena ze slitiny železa a neželezných kovů jako jsou měď a její slitiny a dále z bronzu. Dílo je umístěno na kovové tyči instalované do vyoseného prostoru vysypaného kamením nacházejícím se v kruhu obehnaném kamennými deskami. Autorem architektonického ztvárnění je Vlastislav Rubek a investorem celého díla byl Okresní národní výbor (ONV) Liberec. Plastika byla vytvořena roku 1986 a na levé ruce dívky je v blízkosti jejího prsu patrná signatura autora „Zd. Němeček“.